# Штуккенберг, Николай Максимович
Николай Максимович Штуккенберг (23 января 1880 — 11 сентября 1937) — капитан дальнего плавания, художник маринист, является родоначальником дальневосточного маринистического жанра. Репрессирован в 1937 году, реабилитирован в 1958 году.

## Биография

### Детство и юность
Родился Н. М. Штуккенберг 23 января 1880 года в Санкт-Петербурге в дворянской семье. Отец Максим Карлович Штуккенберг, врач. Его дед — Карл Штуккенберг — фармацевт, родился в Эстонии в окрестностях города Пярну. Окончил медицинский факультет Университета г. Тарту. Затем переехал в Петербург. По происхождению из восточно-прусских немцев.
Мать — Надежда Николаевна Износкова-де Лоран, родилась в поместье, в окрестностях г. Курска. Дед — пленный французский офицер.
В 1885 году в связи с возникшими проблемами со здоровьем у Надежды Николаевны, врачи порекомендовали сменить климат. Вся семья переезжает в город Тверь. После смерти родителей, он поступает в училище города Тверь, но бросает учёбу, и вскоре, в 15 лет, попадает к родственникам в Очаков. Здесь он впервые увидел море, и оно потянуло его к себе. Николай Штуккенберг поступает на рыбачью шаланду, плавает, получает за работу 50 коп. в месяц. Море неудержимо тянет его к себе, и он поступает в морские классы в Николаевске.
Позднее, в 1901 году, попав в Баку, Николай Максимович поступил в Морское училище. В 1902 году сдает экзамены на штурмана каботажного плавания, в 1903 году — на штурмана дальнего плавания, в 1905 году становится капитаном дальнего плавания. Ходит по Средиземному морю, Тихому и Индийскому океанам. Он побывал везде, кроме Америки и Австралии.
В 1907 году Штукенберг поступает на службу на торговые суда в Санкт-Петербурге. В 1913 году переезжает с женой Владиславой Матвеевной Бовкевич во Владивосток.

### Становление Николая Максимовича Штуккенберга как художника
Юношеская любовь к морю, увлечение красками и холстом, накопленные за годы плавания впечатления требуют выхода. Капитан Штуккенберг поступает учиться в Академию художеств. Учится урывками, зимой во время ремонта судов. Проучился на живописном отделении три года.
Он никогда не изменял и не мог изменить морю. Но большой, зрелый и требовательный художник жил в этом человеке, и для него было огромным счастьем суметь воссоздать на полотне всё то, чем не может насытиться взор.
По-настоящему Николай Максимович нашёл себя, как художник-творец, перебравшись на Дальний Восток. Здесь прошли многие годы его жизни. «В 1913 году попал во Владивосток, где всё время служил капитаном, главным образом на ледоколах»,- пишет он о себе. «Казак Поярков», «Добрыня Никитич», «Красин» — четверть века командовал он ими, и когда смотришь на его работы, думается, что было в капитане Штуккенберге что-то сродни этим могучим кораблям, которым под силу крушить льды и выводить суда на свободную воду.
Н. М. Штуккенберг является родоначальником дальневосточного маринистического жанра. Как ни один маринист, капитан Штуккенберг чувствовал природу дальневосточных морей и природу Приморья. Для капитана дальнего плавания лучшей натуры, чем море, не придумаешь. Всегда под рукой и на виду, всегда готовая для позирования в период рейсов и между вахт, она стала главным и самым притягательным мотивом его искусства. В результате Дальний Восток в огромнейшей протяженности от Приморья до Чукотки отразился в его картинах. В них он увидел с палубы корабля, то есть с расстояния и в панорамных охватах, когда открывается самое главное в стати, пластике и масштабе ландшафта. Благодаря этому Штуккенбергу как-то сразу дались сущностные черты в художественном образе природы Дальнего Востока.
Сохранились виды пригорода Владивостока в районе Седанки и работы, изображающие удивительную растительность Сихотэ-Алиня. Маленькая работа «Тетюхе, мыс Бринера» даёт возможность представить нам береговую черту севера Приморья. На картине «Зима» изображены суда у берегов Тихого океана. Хмурое, стылое небо. Тёмно-розовые льды и, далеко, у краешка моря, свет. И во всём чувствуется присутствие человека, мужеством и силой характера, покоряющего суровую природу.
Он писал везде, писал часто, не считаясь с обстановкой и усталостью. Среди его миниатюр есть пейзажи Крыма и Египта, Италии и Греции.
Первая выставка работ Штуккенберга состоялась в 1923 г. в Интернациональном клубе, где зрители увидели около 100 живописных полотен. Документы свидетельствуют, что выставки работ Н. М. Штуккенберга не единожды проходили в Хабаровске и пользовались большим успехом. В фондах музея им. В. К. Арсеньева сохранился подлинник почётного отзыва с такой записью: «Художнику Штуккенбергу Николаю Максимовичу, активнейшему участнику художественных выставок, за высокое живописное мастерство.»

### Коллекция Н. М. Штуккенберга в собрании Приморской Картинной Галереи
Приморская картинная галерея обладает большой и уникальной коллекцией — более 70 живописных работ и 100 рисунков-миниатюр. Работы поступили из музея им. В. К. Арсеньева в Приморскую Картинную Галерею в 1966 г. Основу собрания работ автора составляют морские пейзажи — более 60 работ. Никто не знает сколько полотен, эскизов, набросков, этюдов создала рука художника. Их было очень много и далеко не все они сохранились. Жена художника вспоминала: «Рисовал много и быстро. Вывезла я много картин, но во время оккупации 2 ящика картин исчезли. Многие пострадали. Милиция заколачивала ими битые окна, двери, употребляла их вместо половиков.»
Большинство работ Штуккенберга выполнены с натуры и посвящены Северу. Это холодное море, величавые горы, почти лишённые растительности или покрытые снегом, огромные скалы на берегу, плавающие льдины и айсберги. Его работы имеют не только художественную, но и документальную ценность. «Близ Охотска», «Вблизи Ольги», «Остров Русский», «Бухта Восток», «Авачинская сопка», «Побережье Камчатки близ Камбальной сопки» и т. д. До него никто так подробно не писал приморские, чукотские, камчатские и сахалинские берега. Штуккенберг, один из первых в истории русского изобразительного искусства, природу Дальнего Востока сделал объектом рефлексии, художественного воплощения, образного познания мира. Адаптировал приёмы и подходы русского реализма XIX века для изображения доселе не изображаемого, эстетически не осмысленного, а значит, не освоенного внутренним восприятием человека, и потому не ставшим неотъемлемой частью русского культурного сознания.
Многие картины Штуккенберга отличаются монументальностью, величавостью и в то же время лаконизмом художественного языка. Работы художника разные по размерам — большие и маленькие. Но даже небольшие работы представляют законченные произведения. Такое впечатление, что художник никогда не расставался с мольбертом, бумагой и красками. Трудно сказать, что преобладало в Штуккенберге — капитан или художник.
Автор, как правило, не датировал своих работ. Изучая его коллекцию, можно предположить, что все работы были им написаны на Дальнем Востоке в 1910—1930-е гг.
Писал художник не только морские пейзажи, но и богатую природу Дальнего Востока. Лесные пейзажи, лагуны, цветы — написаны художником с документальной точностью. Запечатлел художник в своих картинах и ледоколы, на которых прошла его жизнь — «Казак Поярков», «Добрыня Никитич», «Красин».
Есть у Штуккенберга и работы философского звучания — «Земной шар». Небольшой зелёный шар вращается во Вселенной. Он очень мал. Художник призывает нас вместе с ним любить и беречь Землю.
Изучая коллекцию Штуккенберга, нельзя было не обратить внимание на одну работу — «Крах царизма». Можно только предположить, что она была написана незадолго до февральской революции 1917 г. Появление этой работы говорит о демократических убеждениях Штуккенберга. В ней он обращается к аллегории. Изображает гроб, на котором лежит царская корона и крест. И всё это везёт скелет (смерть) по улице. Слева видны дымящиеся урны, тёмно-красное пламя, закрывающее ярко светящуюся луну. Здесь скелет предстаёт могильщиком, который везёт царизм на свалку истории. И колокол на оглобле телеги возвестит об этом.
В собрании Приморской картинной галереи есть альбом с миниатюрами художника, выполненными акварелью и тушью. Это морские пейзажи, портреты в стиле «модерн», ордена и регалии, виньетки и т. д. Все эти работы отличаются своей законченностью и мастерством.

### Н. М. Штуккенберг, капитан дальнего плавания
Он был отважен и смел. Не раз выручал терпящие бедствия суда: Однажды, при спасении гибнущей в море баржи лопнул буксирный трос, а забросить новый никак не удавалось. Штуккенберг взял линь в зубы и, бросившись в бушующие волны, поплыл. Трос приняли на барже, авария была предотвращена.
В архиве Приморской картинной галереи хранится отзыв судового комитета, датированный 1933 годом. Документ заверен нотариальной конторой г. Москвы в 1939 г., когда Николая Максимовича уже не было в живых. Вот текст этого документа: «Работая с т. Штуккенбергом с 1930 года, мы знаем его как опытнейшего специалиста целиком преданного своему делу.
За время совместной службы были спасены п/х „Симферополь“, „Приморье“, „Хабаров“, „Сталинград“, „Сахалин“, не считая мелких единиц. Кроме того выполнены целый ряд рейсов особого назначения, в труднейших условиях Татарского пролива.
За хорошее выполнение указанных заданий капитан Штуккенберг вместе с командой неоднократно премировался, имеет целый ряд благодарностей от советских, партийных и военных организаций. К 15-й годовщине Ок-тябрьской Революции т. Штукенберг награждён грамотой Крайкома ВКП(б)».

### Арест. Расстрел
26 февраля 1937 года был арестован.
В деле Н. Штуккенберга — 158 страниц. Ответы Н. Штуккенберга предельно откровенны, часто во вред себе…
«…Большевиком никогда не был, но добросовестно выполнял свою работу при всех властях…».
Приговор — десять лет лагерей. Но несмотря на приговор был расстрелян 11 сентября 1937 года. Реабилитирован в 1958-м.